# Laura Fernández (escritora)
Laura Fernández (Tarrasa, 1981) es una periodista y escritora española.

## Biografía
Ha publicado la sit-com galáctica Bienvenidos a Welcome (Elipsis, 2008) y las novelas Wendolin Kramer (2011), La chica zombie (2013), Connerland (2017) y La señora Potter no es exactamente Santa Claus (2021).
Algunas de sus influencias son Philip K. Dick, Terry Pratchett y Stephen King.
Su novela La señora Potter no es exactamente Santa Claus resultó ganadora del Premio El Ojo Crítico de Narrativa 2021, del Premio Finestres de Narrativa y del Mejor Libro de Ficción de 2021 por los libreros.
Actualmente colabora con El País

## Obras

### Novelas
- Dos y dos son cinco (Barataria, 2006). Escrita bajo el pseudónimo de Laura Malasaña.
- Bienvenidos a Welcome (Elipsis, 2008)
- Wendolin Kramer (Seix Barral, 2011)
- La Chica Zombie (Seix Barral, 2013)
- El Show de Grossman (Aristas Martínez, 2013)
- Connerland (Literatura Random House, 2017)
- La señora Potter no es exactamente Santa Claus (Literatura Random House, 2021)

### Cuentos
- #LohmannFan (Flush, 2017). Relato.
- Damas, caballeros y planetas (Literatura Random House, 2023)

### Ensayo
- Hay un monstruo en el lago. El mundo como lugar fantástico (Debate, 2024).
- Dos tardes con Jules Verne. (Alianza, 2025).

## Premios
- Premio El Ojo Crítico de Narrativa 2021[3]
- Premio Finestres de Narrativa 2021[3]
- Mejor Libro de Ficción de 2021 por los libreros[4]